# Izz ad-Din al-Kassam
Izz ad-Din al-Kassam (arab. عز الدين بن عبد القادر بن مصطفى بن يوسف بن محمد القسام, ʿIzz ad-Dīn ibn ʿAbd al-Qādir ibn Muṣṭafá ibn Yūsuf ibn Muḥammad al-Qassām; ur. 19 listopada 1882, zm. 20 listopada 1935) – arabski szejk i wojskowy, dowódca Arabskiej Armii Wyzwoleńczej. Główny rywal przywódcy palestyńskich Arabów, Muhammada Amina al-Husajniego.

## Dzieciństwo i młodość
Al-Kassam urodził się w 1882 w miejscowości Dżabla w muhafazie Latakia, będącej wówczas w Imperium osmańskim (obecnie Syria). Był synem nauczyciela i zwolennikiem sufizmu. Ukończył studia na Uniwersytecie Al-Azhar w Kairze, gdzie zyskał reputację pobożnego i samowystarczalnego człowieka. Po powrocie do kraju został imamem w lokalnym meczecie.
Gdy we wrześniu 1911 rozpoczęła się włoska inwazja na Libię, al-Kassam rozpoczął zbiórkę funduszy dla libijskiego ruchu oporu, któremu przewodził Umar al-Muchtar i skomponował hymn zwycięstwa. Następnie przyłączył się do wielu innych ochotników i zamierzał udać się do Trypolitanii i Cyranejki by walczyć z Włochami. Został jednak powstrzymany przez władze tureckie.

## Powstanie syryjskie
Podczas I wojny światowej zaciągnął się do tureckiej armii, przeszedł szkolenie wojskowe i służył jako imam w bazie w pobliżu Damaszku. Gdy w 1917 Brytyjczycy pokonali turecką armię na Bliskim Wschodzie. Al-Kassam uległ wówczas wpływom panarabizmu i stał się zwolennikiem utworzenia Wielkiej Syrii, która miała być arabskim państwem obejmującym wszystkie ziemie zamieszkiwane przez Arabów – od Syrii, przez Palestynę i Arabię do Jemenu. Mocarstwa zachodnie miały jednak odmienne plany odnośnie do porządku politycznego na Bliskim Wschodzie i były on bezpośrednią konsekwencją zawartej w 1916 brytyjsko-francuskiej umowy Sykes-Picot. Dzieliła ona Bliski Wschód na pięć stref wpływów należących do Brytyjczyków i Francuzów, przy czym zakładano utworzenie obszaru, na którym miało powstać niezależne państwa arabskie. Postępując w zgodzie z tym porozumieniem, wojska brytyjskie nie zajęły w 1917 syryjskich miast Damaszku, Hims, Hama i Aleppo, pozostawiając je dla wojsk francuskich. Al-Kassam przyłączył się wówczas do obozu narodowego, który odmówił uznania jakiegokolwiek prawa francuskiego rządu do sprawowania kontroli nad którąkolwiek częścią terytorium Syrii. 8 marca 1920 proklamowano w Damaszku powstanie niepodległego państwa Syrii. Emir Fajsal I został ogłoszony królem Wielkiej Syrii. W kwietniu 1920 na konferencji w San Remo podjęto o utworzeniu francuskiego Mandatu Syrii i Libanu oraz brytyjskiego Mandatu Palestyny. W czerwcu 1920 wojska francuskie wkroczyły do Syrii, rozbijając wojska arabskie w bitwie pod Majsalun (24 lipca 1920). Al-Kassam zaangażował się wówczas w przygotowania wojny partyzanckiej. Odegrał kluczową rolę w syryjskim powstaniu w 1921 i po jego upadku został skazany na karę śmierci. Uniknął jednak aresztowania, i przez Bejrut uciekł do Hajfy.

## Pobyt w Palestynie
Gdy zamieszkał w brytyjskim Mandacie Palestyny, ściągnął do siebie z Syrii żonę i córki. Po 1922 skupił swoje działania na niższych klasach społecznych Arabów. Utworzył szkołę wieczorową dla robotników i nauczał jako imam w meczecie Istiqlal w Hajfie. Zyskał duże poparcie bezrolnych rolników arabskich, którzy dzierżawili wcześniej grunty w Galilei i tracili ziemię w wyniku jej wykupu przez żydowskie organizacje syjonistyczne. Straciwszy źródło dochodu, przyjeżdżali do Hajfy w poszukiwaniu pracy. Al-Kassam wielokrotnie spotykał się i współpracował z wielkim muftim Jerozolimy Muhammadem Aminem al-Husajnim. Był liderem założonego w 1928 Stowarzyszenia Młodzieży Muzułmańskiej (arab. جمعية الشبان المسلمين, Jam’iyyat al-Shubban al-Muslimin).
W 1929 Najwyższa Rada Muzułmańska mianowała go sekretarzem sądu szariatu w Hajfie. Funkcja ta umożliwiała mu swobodne poruszanie się po wsiach północnej Palestyny, których mieszkańców zachęcał do zakładania spółdzielni rolniczych. Swoje podróże wykorzystywał także do wygłaszania politycznych i religijnych kazań, w których zachęcał wieśniaków do stawiania oporu Brytyjczykom i Żydom, którzy usiłują kolonizować ich kraj. Po arabskich zamieszkach w 1929 nasilił swoją agitację. Historyk Abdullah Schleifer tak opisuje al-Kassama:
„Osoba przeniknięta duchem islamskiej ewangelizacji społecznej, która została poruszona losem palestyńskich chłopów i emigrantów. Duszpasterska troska al-Kassama była związana z jego moralnym oburzeniem na sposób, w jaki brytyjskie władze Mandatu Palestyny po kryjomu naruszają stary muzułmański porządek społeczny. Ten gniew pobudzał polityczny radykalizm, który ostatecznie doprowadził go do chwycenia za broń i stania się ważnym palestyńskim politykiem.”
W 1930 al-Kassam założył paramilitarną organizację arabską Czarna Ręka (arab. الكف الاسود; al-Kaff al-Aswad). Rozpoczął werbunek chłopów i zorganizował system szkoleń paramilitarnych, w których początkowo nie uczestniczyło więcej niż pięć osób jednocześnie. Uzyskał fatwę muftiego Damaszku, szejka Badr al-Din al-Taji al-Hasani, upoważniającą go do takiej działalności. W utworzonej podziemnej siatce oddziałów zbrojnych znalazło się około 800 ludzi. Kiedy w 1932 wielki mufti Jerozolimy odrzucił jego plany przekazania części środków finansowych z napraw meczetu Istiqlal w Hajfie na zakup broni, al-Kassam związał się z nacjonalistyczną arabską Partią Niepodległości (arab. حزب الاستقلال العربي, Hizb al-Istiqlal), której działalność była finansowana przez kilku zamożnych notabli. Al-Kassam nadal kontynuował współpracę z Aminem al-Husajni, który jednak z racji zajmowanych stanowisk był zobowiązany do dyplomatycznych działań. Tymczasem al-Kassam zdecydował się na samodzielną walkę z Brytyjczykami i Żydami. W różnych aktach przemocy dokonanych w północnej Palestynie w latach 1930–1935 zabito co najmniej 8 Żydów. Przeprowadzono liczne akcje dywersyjne przeciwko żydowskim kibucom i moszawom oraz brytyjskim liniom kolejowym. Jordański książę Raszed Al-Khuzai udzielił w 1935 bezpośredniego poparcia dla działalności al-Kassama. Od tego momentu akcje Czarnej Ręki zaczęły być nazywane „powstaniem szejka al-Kassama”. Powstańcy mieli swoją główną bazę w górach w rejonie miasteczka Adżlun w Emiracie Transjordanii. Tutaj otrzymywali uzupełnienia i broń, a następnie wyruszali na akcje do Mandatu Palestyny. W listopadzie 1935 doszło do starcia z patrolem brytyjskiej policji, w którym zginął jeden policjant. Po tym incydencie Brytyjczycy zorganizowali obławę i w bitwie przy wiosce Jabad zabili al-Kassama. Jego śmierć stała się legendą wśród palestyńskich Arabów:
„Będąc otoczony powiedział do swoich ludzi, aby umarli jako męczennicy, i otworzył ogień. Jego powstanie i sposób śmierci (która oszołomiła tradycyjnych przywódców) zelektryfikowała Palestyńczyków. W pogrzebie w Hajfie uczestniczyły tysiące ludzi, a świeckie arabskie partie nacjonalistyczne przyjęły go swój symbol oporu. Było to największe zgromadzenie polityczne w Mandacie Palestyny.”

## Konsekwencje jego śmierci

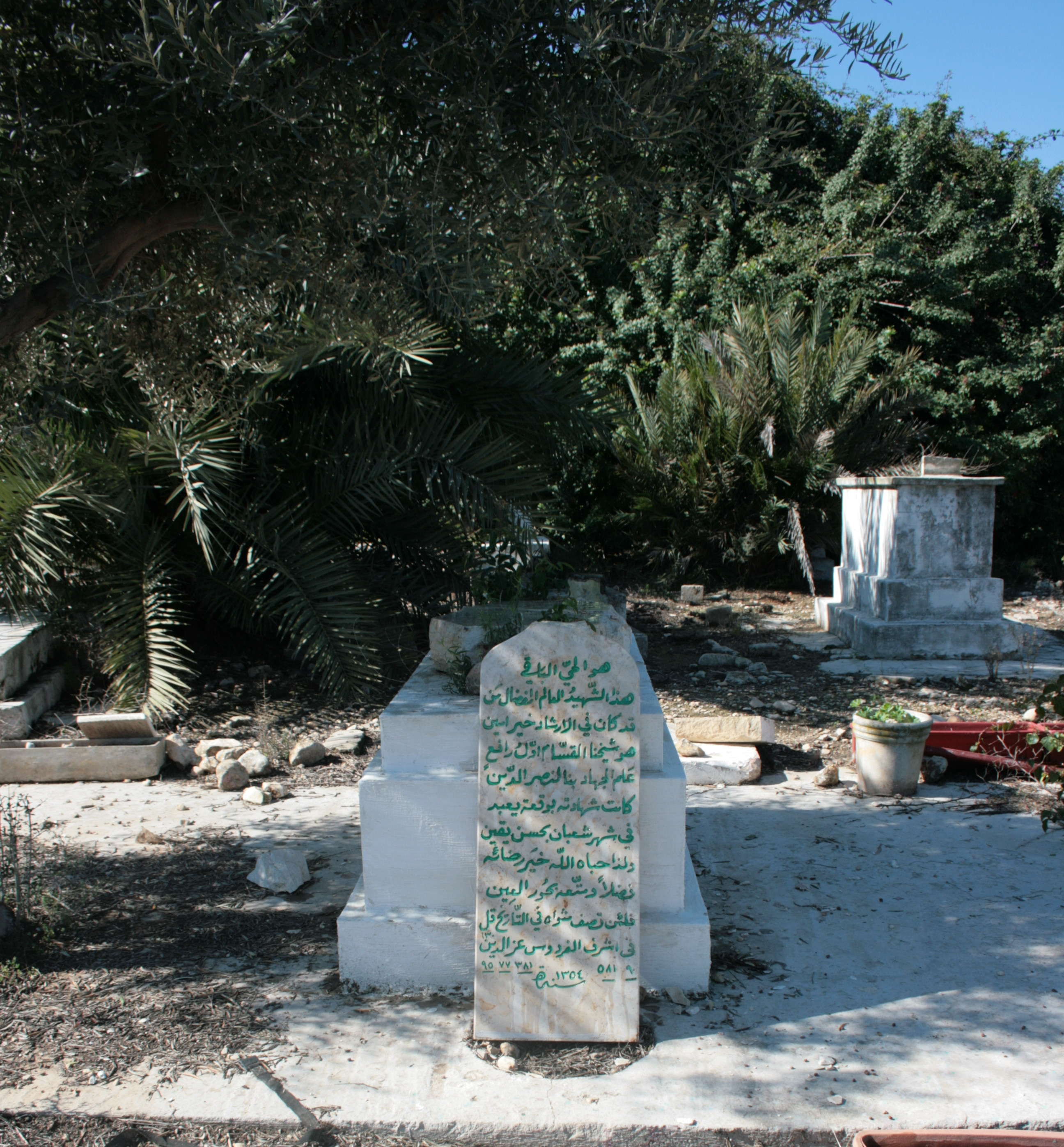
Grób Izz ad-Din al-Kassama w Balad asz-Szajch

Dwa tygodnie po jego śmierci, lider społeczności żydowskiej Dawid Ben Gurion ostrzegł Komitet Wykonawczy Mapai, że „po raz pierwszy Arabowie zobaczyli, jak ktoś ofiarował własne życie dla sprawy. Dało to Arabom siłę moralną, której im brakowało”. Porównał on al-Kassama do Josefa Trumpeldora, który zginął w 1920 podczas obrony żydowskiej osady Tel Chaj.
Krótko po tym arabscy przywódcy zażądali zezwolenia na utworzenie własnego rządu Palestyny i całkowitego zakazania żydowskiego osadnictwa. Wobec odmowy, w kwietniu 1936 spontanicznie ogłoszono strajk powszechny, który trwał do października. Podczas lata doszło do licznych aktów napaści na żydowskie osady rolnicze, podczas których doszło do pobić, podpaleń i celowych zniszczeń mienia żydowskiego. Starcia przerodziły się w arabskie powstanie w Palestynie. Grób al-Kassama stał się miejscem arabskich pielgrzymek. Znajduje się on na muzułmańskim cmentarzu dawnej arabskiej wioski Balad asz-Szajch (obecnie Neszer), na przedmieściach Hajfy.
Zbrojne skrzydło organizacji terrorystycznej Hamas, Brygady Izz ad-Dina al-Kassama, noszą jego imię. Jego imieniem nazwano także rakiety Kassam.